# SIM-картка

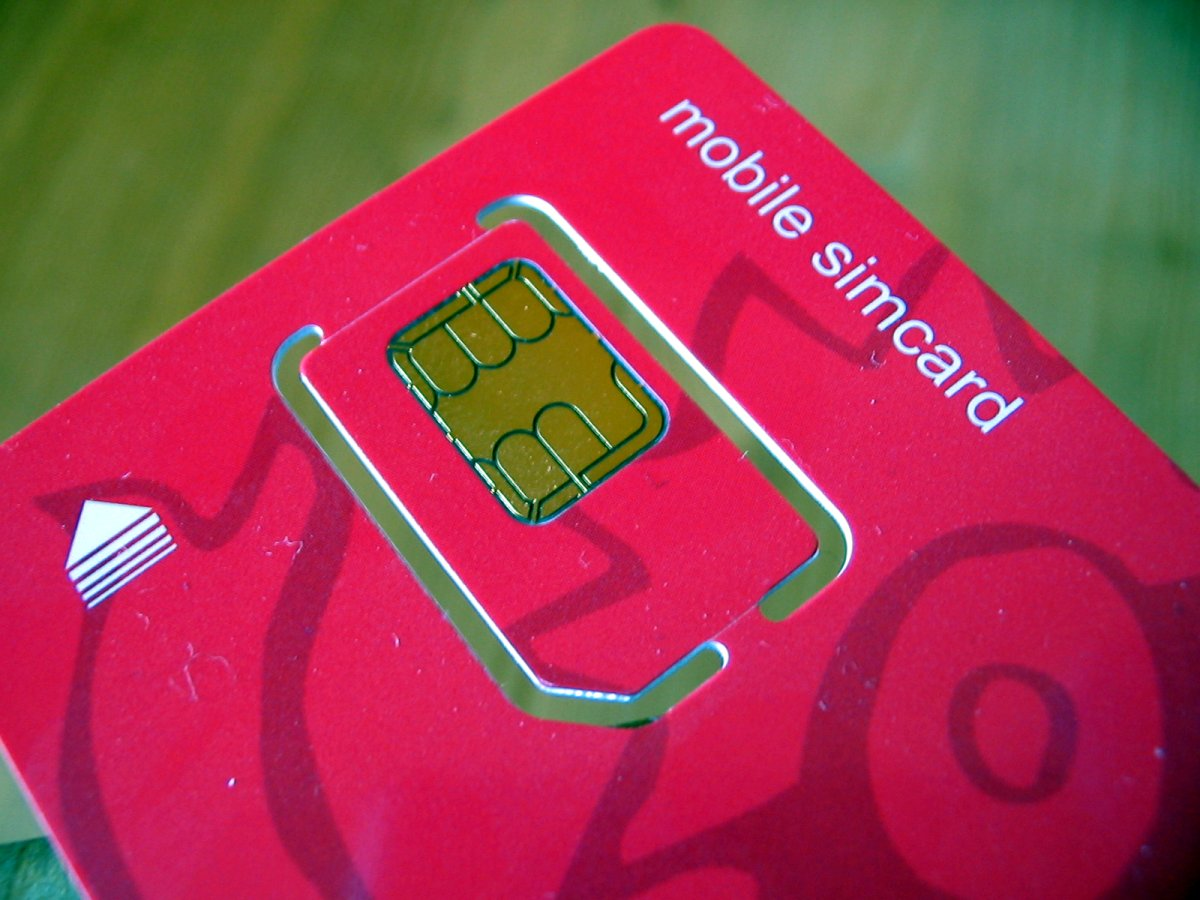
SIM-карта в заводському тримачі (стартовий пакет)

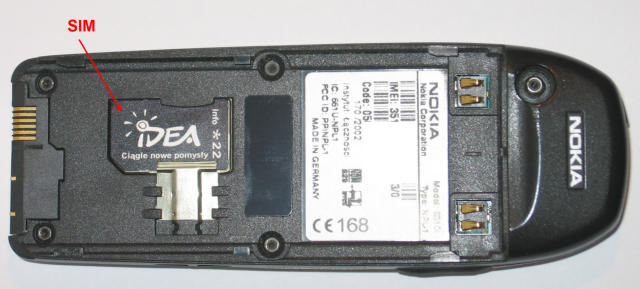
SIM-карта в мобільному телефоні

SIM-картка, сім-картка (від англ. Subscriber Іdentification Мodule, укр. Ідентифікаційний модуль абонента) — це мобільна смарт-картка, що вставляється в будь-який пристрій, який використовує мобільний зв'язок (мобільний телефон, смартфон, модем та ін.). Карта призначена для ідентифікації абонента в мережі свого та інших мобільних операторів за допомогою номера телефону. Визначити оператора можна за кодом (2 цифри на початку номера, не враховуючи нуль: наприклад, +380931234567, де код 93 вказує, що цей номер належить мобільному оператору Lifecell). Сама ж карта ідентифікується за допомогою алгоритму та таємного коду, що записаний в пам'яті картки. Крім ідентифікації картка служить для дешифрування голосу та телекомунікаційних сигналів. Крім того, картка має внутрішню пам'ять для зберігання контактів, SMS-повідомлень та іншої інформації.

## Історія

Еволюція SIM-карт. Повнорозмірна SIM-карта (1FF), mini-SIM (2FF), micro-SIM (3FF) і nano-SIM (4FF).

## Склад стартового пакету
- SIM-картка (подається у форматі повнорозмірної SIM, з якої можна видавити Mini, Micro або ж Nano-SIM)
- Тримач сім-картки з нанесеними на нього PIN-кодами та PUK-кодами та іншою корисною інформацією від мобільного оператора зв'язку
- Скріпка  ― деякими операторами рухомого зв'язку вона може надаватись в комплектації для встановлення або швидкої заміни SIM-картки одразу ж після купівлі стартового пакета. Відносна якість такого виробу ― низька, та підпадає під категорію «одноразових».
- Інструкція абонента щодо використання стартового пакету мобільного зв'язку
- Умови та тарифи стартового пакету
- Пластикове або картонне упакування, (без захисної плівки але обов'язково з фірмовим пломбуванням у місці відкриття)
- Захисна плівка з контролем цілісності

## Типи SIM-карт

Типи SIM-карт

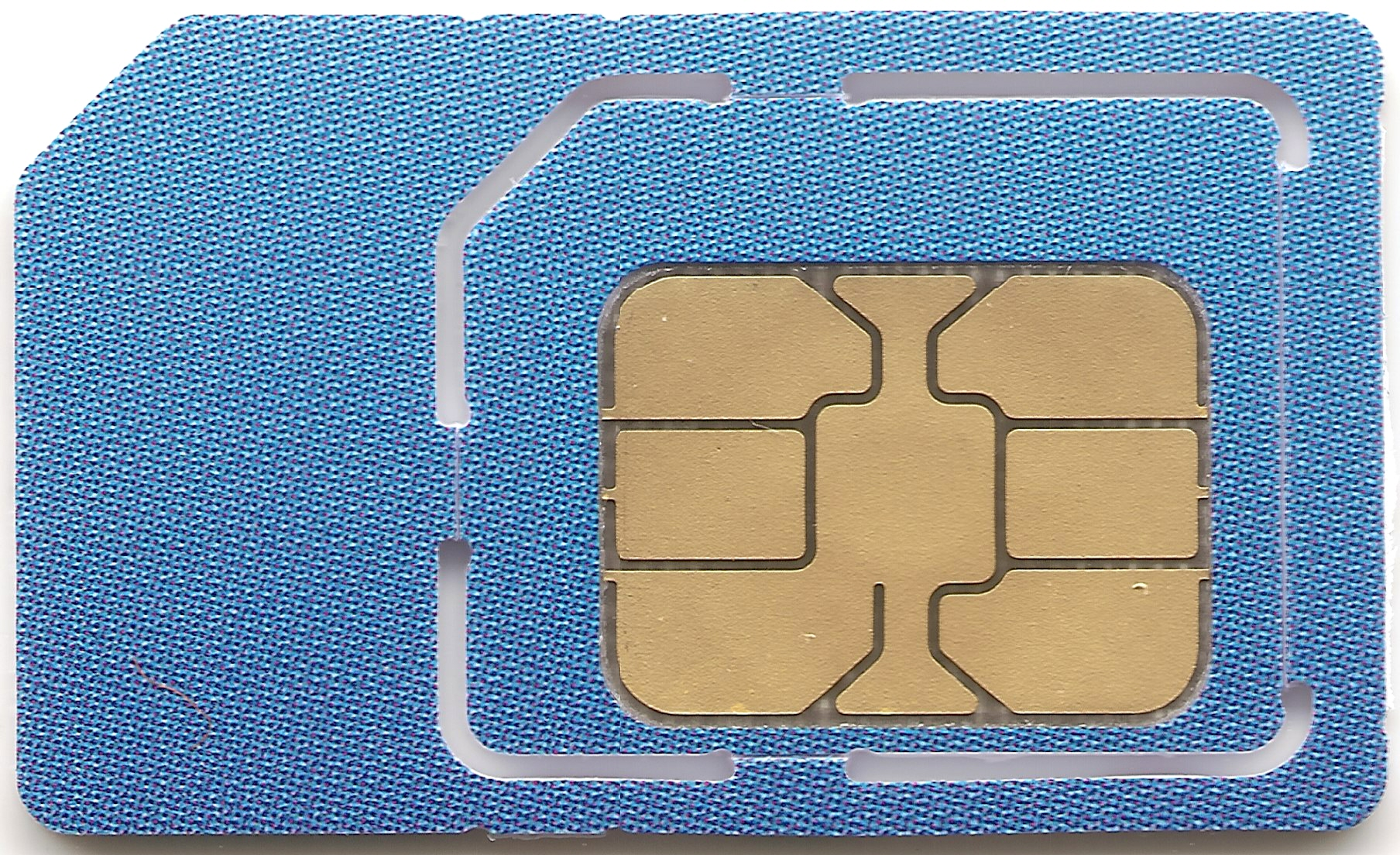
mini-SIM карта із отворами для отримання micro-SIM карти

- SIM-картки
  - повнорозмірна SIM — застарілий стандарт картки, що використовувалась у перших моделях мобільних телефонів;
  - mini-SIM — поширений тип SIM-карти для мереж GSM[1], майже цілком витіснений micro-SIM і nano-SIM (станом на 2019);
  - micro-SIM — тип SIM-карти для мобільних пристроїв — смартфонів або комунікаторів (наприклад: перші iPad, перші iPhone, Nokia N9), поступово витісняється nano-SIM (станом на 2019);
  - nano-SIM — сучасний тип SIM-карт для смартфонів або комунікаторів (наприклад, iPhone 5)[2];
  - eSIM — найсучасніший тип SIM-карт, емуляція SIM-карти за допомоги вбудованої мікросхеми. Поширений у нових моделях смартфонів і розумних годинників.
- USIM — для мереж UMTS (мережа 3G) та LTE (мережа 4G)[3];
- R-UIM — для мереж CDMA2000 (мережа типу CDMA/TDMA)[джерело?].

## Специфікація
| № п/п | Назва SIM-карти      | Форм-фактор | UICC (Universal Integrated Circuit Card) | Стандарт                                                               | Довжина (мм) | Ширина (мм) | Товщина (мм) |
| ----- | -------------------- | ----------- | ---------------------------------------- | ---------------------------------------------------------------------- | ------------ | ----------- | ------------ |
| 1     | SIM                  | 1FF         | ID-1                                     | ISO/IEC 7810:2003                                                      | 85,60        | 53,98       | 0,76         |
| 2     | mini-SIM             | 2FF         | Plug-in                                  | ISO/IEC 7810:2003, ID-000                                              | 25,00        | 15,00       | 0,76         |
| 3     | micro-SIM            | 3FF         | Mini-UICC                                | ETSI TS 102 221 V9.0.0                                                 | 15,00        | 12,00       | 0,76         |
| 4     | nano-SIM             | 4FF         |                                          | ETSI TS 102 221 V11.0.0                                                | 12,30        | 8,90        | 0.67         |
| 5     | Вбудована SIM (eSIM) |             |                                          | JEDEC Design Guide 4.8, SON-8 ETSI TS 103 383 V12.0.0 GSMA SGP.22 V1.0 | 6,00         | 5,00        | <1,0         |

## PIN-код
Під час випуску SIM-карта отримує чотиризначний цифровий PIN-код, який записується на карту, а також передається абоненту разом з картою. Телефон запитує PIN-код при кожному включенні для того, щоб отримати доступ до даних на SIM-картці. Зазвичай SIM-карта дозволяє відключити перевірку PIN-коду при увімкненні телефону. Після цього всі функції SIM-карти стають доступними одразу після включення і завантаження телефону.
Якщо PIN-код тричі поспіль ввести неправильно, SIM-карта переходить на тимчасове блокування і може бути розблокована тільки за допомогою введення персонального коду PUK1, який також передається абоненту разом з картою. Якщо PUK-код не вдається ввести правильно за десять спроб, то SIM-карта заблокується суворо і потребує заміни.
Якщо SIM-картка не вставлена в телефон, або якщо не введений правильний PIN-код, то можливість телефонувати в мережі відсутня, за винятком виклику екстрених служб (номер 112 або 911). Усі інші функції у більшості телефонів при цьому зазвичай блокуються (це не стосується смартфонів і комунікаторів).

## ICCID
ICCID (англ. Integrated Circuit Card Id). Власне цей код друкується на SIM-карті. ICCID визначається у відповідності до стандарту E.118 ITU-T (сектор в складі ITU). У відповідності до цього ж стандарту довжина ICCID — 19 цифр:
- 2 цифри — Major Industry Identifier (ідентифікатор індустрії, по ISO/IEC 7812-1), для SIM-карт завжди 89;
- 1-3 цифри — телефонний код країни (по E.164), 380 для України тощо;
- 2-4 цифри — код емітента (загальна сумарна довжина цього і попереднього полів не може перевищувати 5 цифр);
- 11 цифр — виначається оператором при виробництві карти за власними правилами;
- 1 цифра (остання) — контрольна цифра, обчислена по алгоритму Луна.

Перші 7 цифр ICC ID називаються Issuer Identification Number (ідентифікаційний номер емітента, IIN), і видаються ITU кожному оператору зв'язку, котрий планує випуск SIM-карт. Наприклад, IIN «Київстар» — 89 380 03.

## Повторне використання та утилізація
З 2016 року для операторів мобільного зв'язку з'явилася можливість автоматичної повторної активації SIM-карток, термін дії яких сплив.

## Галерея

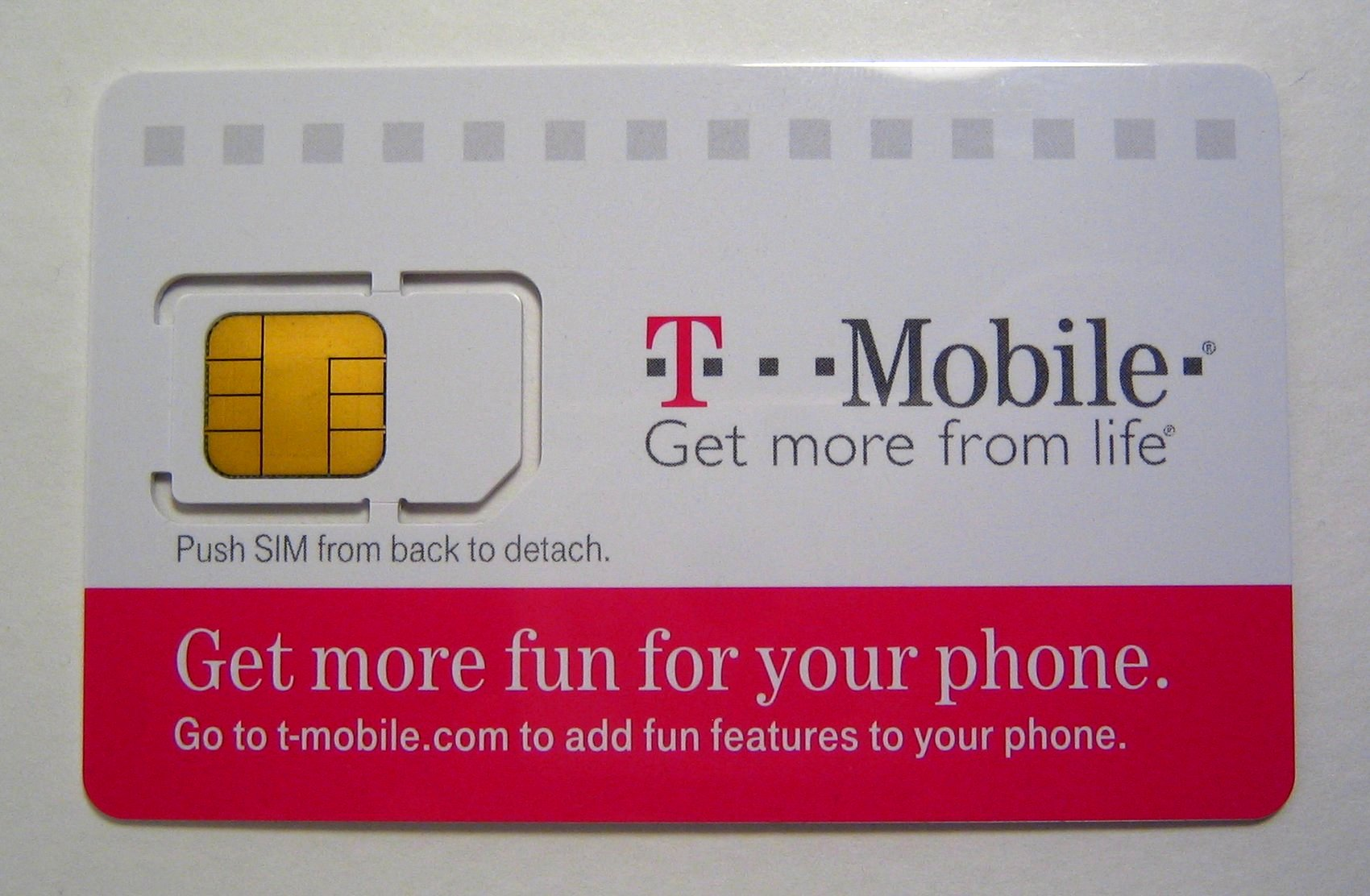
SIM-карта T-Mobile
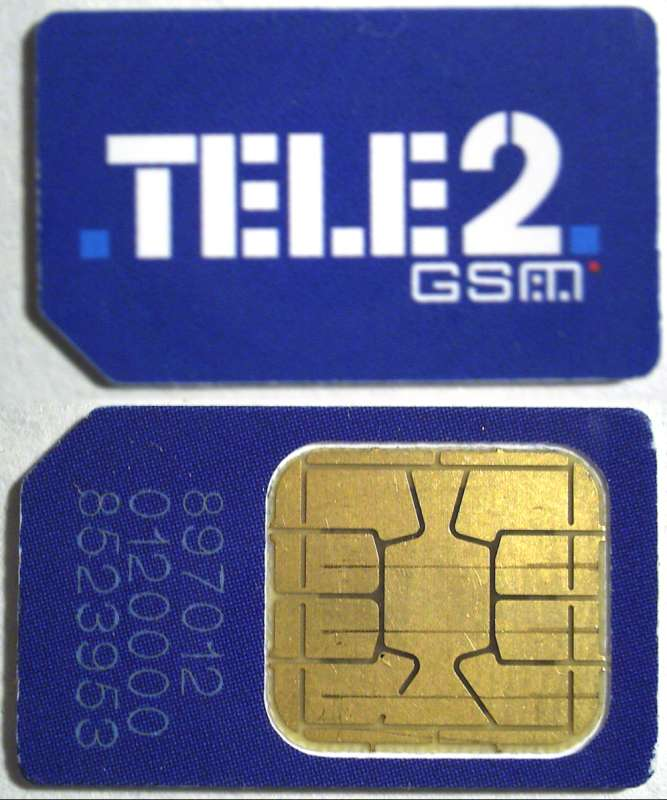
SIM-карта Tele2
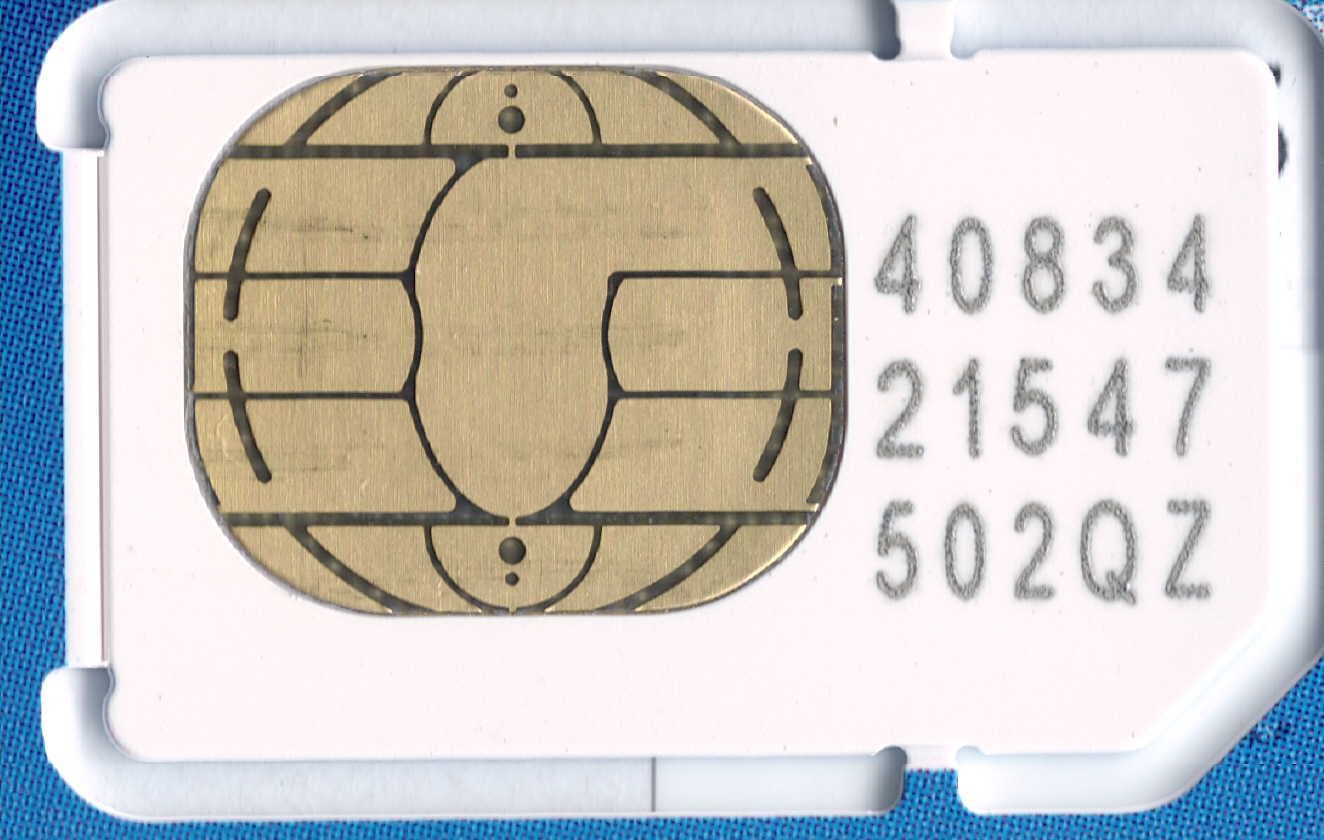
SIM-карта Telefonica
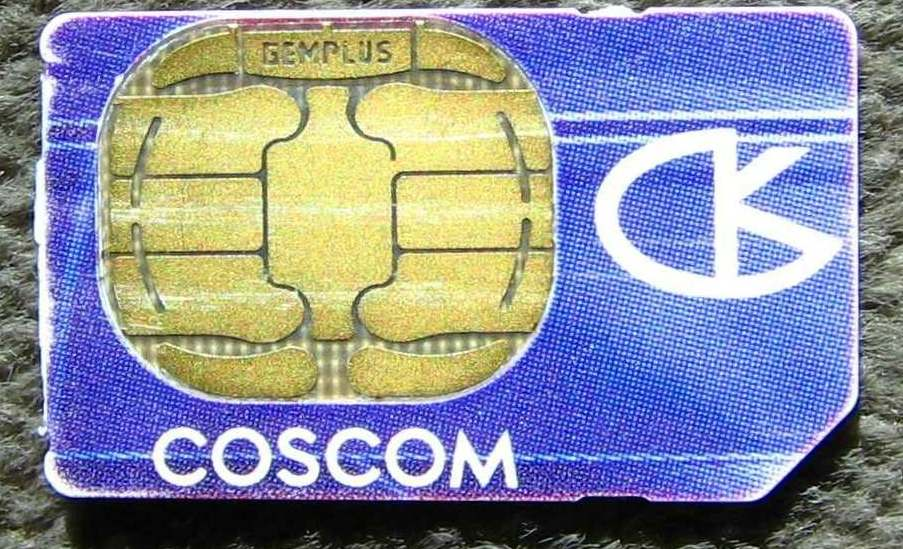
SIM-карта GSM-оператора Coscom (Узбекистан)
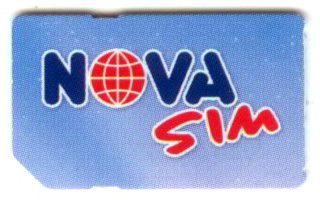
Туристична SIM-карта NovaSIM